# Жукова Марія Аркадіївна
Марія Аркадіївна Мілютіна (Жукова) (нар.. 2 лютого 1973, Алдан, Якутська Автономна Радянська Соціалістична Республіка, Російська РФСР, СРСР) — російська акторка театру і кіно, продюсерка, режисерка та видавець.

## Біографія
Народилася 2 лютого 1973 року в якутському місті Алдан. Грала в місцевому ТЮГу. Почала зніматися в кіно з 1991 року. Працювала з хореографом Єгором Дружиніним, у пластичній драмі «Усюди життя!» Брала участь у театральній постановці Кирила Левшіна «Перше кохання».
Займається виданням журналу «DE I / DESILLUSIONIST» (ДеІллюзіоніст). Організовує різні культурні заходи.
Після одруження взяла прізвище Мілютіна. Виховує сина, який навчається в англійській спецшколі. Також у Марії є кіт, якого звуть Барак Обама.
Найбільш відома за роллю наркозалежної «тусівниці» Кет у фільмі Олексія Балабанова «Брат», за яку вона отримала гран-прі на фестивалі «Кінотавр».
Працює продюсеркою арт-проєкту «Шекспір-Таємниця-400».

## Фільмографія

### Актриса
- 1991 — «Кровопивці» — пані Мітіч
- 1996 — «Зла доля» (фільм-спектакль) — Сантіна
- 1997 — «Брат» — «тусівниця» Кет, наркозалежна
- 1997 — кліп групи «Nautilus Pompilius» «Во время дождя» — дівчина в кінотеатрі
- 2002 — «Світські хроніки» (Лежачого не б'ють / 4-та серія) — Маргарита
- 2007 — «Хто в домі господар?» (Золоті руки / 143-тя серія) — Ольга (в титрах Марія Мілютіна)
- 2008 — «My Tube!» — головна роль
- 2017 — «Затемнення» — епізод
- 2017 — «Троцький» — секретарка Троцького

### Режисер
- 2008 — «My Tube!»[4] (у фінальному епізоді знявся Костянтин Хабенський)
- Зробила кілька режисерських постановок в цирку Нікуліна.

### Озвучення
- 2002 — «Дама в окулярах, з рушницею, в автомобілі» (Латвія, Росія) — Марі

## Нагороди та призи
- 2009 — приз «неформат» на кінофестивалі «Кіношок» за експериментальний відео-фільм «My Tube!».